# Jaroslav Konrád
Jaroslav Konrád (13. ledna 1926 Lutová – 2. května 2010 Brno) byl český veterinární lékař a vysokoškolský učitel, v letech 1990 až 1994 rektor Vysoké školy veterinární a farmaceutické.

## Životopis

### Dětství a mládí
Narodil se v lednu 1926 v Lutové do rodiny malorolníka. V roce 1945 absolvoval s vyznamenáním studium na reálném gymnáziu v Třeboni. Po maturitě absolvoval studium veterinárního lékařství na Vysoké škole veterinární v Brně, v roce 1951 získal titul doktora veterinární medicíny. V letech 1951 až 1954 působil jako odborný asistent na I. interní klinice VŠV v Brně, v letech 1954 až 1960 poté působil jako vedoucí na interním oddělení Krajské veterinární nemocnice v Českých Budějovicích, krátce byl ředitelem této nemocnice.

### Akademická dráha
Z Českých Budějovic odešel počátkem 60. let na Provozně ekonomickou fakultu České zemědělské univerzity v Praze, kde krátce působil jako externí učitel, než se v září 1961 stal řádným zaměstnancem fakulty. Ještě v roce 1961 se přitom stal kandidátem veterinárních věd. Tou dobou také stál u založení Katedry veterinárních disciplín v Českých Budějovicích. Již v roce 1962 se habilitoval v oboru fyziologie hospodářských zvířat, téhož roku se stal i proděkanem fakulty v Českých Budějovicích pro vědecko-výzkumnou činnost. V roce 1965 byl jmenován mimořádným profesorem, o rok později přešel na I. interní kliniku v Brně, na které začal působit jako přednosta. Téhož roku byl navíc jmenován řádným profesorem.

### Pražské jaro
V období pražského jara byl v roce 1968 zvolen prorektorem Vysoké školy veterinární v Brně pro vědecko-výzkumnou činnost a zahraniční styky a v roce 1969 se stal doktorem veterinárních věd. Ve funkci prorektora univerzity setrval do roku 1972, kdy musel ustoupit normalizačnímu tlaku. Téhož roku se však stal vedoucím kliniky chorob malých zvířat.

### Po sametové revoluci
Po sametové revoluci byl již v prosinci 1989 se ziskem 98 % hlasů zvolen rektorem Vysoké školy veterinární (ve funkci vystřídal Jaroslava Neumanna). Funkce se ujal v březnu 1990. Pod jeho vedením se univerzita v roce 1992 přejmenovala na Vysokou školu veterinární a farmaceutickou. První zkrácené volební období Konrádovi vypršelo v lednu 1991, druhé volební období pak v lednu 1994, kdy jej ve funkci vystřídal Stanislav Zima. V únoru 1994 odešel Konrád do důchodu, nicméně příležitostně vyučoval jak na Veterinární univerzitě v Brně, tak na Mendelově univerzitě v Brně a Univerzitě veterinární medicíny ve Vídni.
Za svou kariéru sepsal Konrád přibližně 300 oborných publikací různého charakteru (například 20 monografií a 7 učebnic pro vysoké školy, dále také celou řadu vysokoškolských skript). Kromě akademického působení sám působil jako ambulantní veterinární lékař, dále jako soudní znalec a přednášel také různým chovatelům zvířat. Jaroslav Konrád zemřel v květnu 2010 ve věku 84 let.

## Výběr publikací[1]
- Choroby psů (1954)
- Základy prevencie hospodárských zvierat (1963)
- Choroby malých zvířat, nemoci králíků se základy hygieny chovu (1972)
- Choroby malých zvířat II. Infekční a invazní nemoci kožešinových zvířat (1983)
- Choroby nepárnokopytníkov,-mäsožravcov a kožušinových zvierat (1984)
- Choroby malých zvířat. Nemoci koček a laboratorních zvířat (1985)
- Nemoci kožešinových zvířat (1989)
- Některé biologické zvláštnosti v chovu činčil ve vztahu k veterinární praxi (1995)
- Chov kožešinových zvířat (1996)